# Weiqiao, Shandong
Weiqiao (kinesiska: 魏桥镇, 魏桥) är en köping i Kina. Den ligger i provinsen Shandong, i den östra delen av landet, omkring 61 kilometer nordost om provinshuvudstaden Jinan. Antalet invånare är 90 305. Befolkningen består av 45 519 kvinnor och 44 786 män. Barn under 15 år utgör 16,0 %, vuxna 15-64 år 75 %, och äldre över 65 år 8,0 %.
Genomsnittlig årsnederbörd är 818 millimeter. Den regnigaste månaden är juli, med i genomsnitt 300 mm nederbörd, och den torraste är januari, med 6 mm nederbörd.